# Lorissa McComas
Pour les articles homonymes, voir McComas.
Lorissa McComas (1970, Columbus, Ohio - 2009, Waverly, Virginie) est une actrice et mannequin de charme américaine.

## Biographie
Lorissa McComas tourne régulièrement des films érotiques saphiques.

## Filmographie
- 1992 : Can It Be Love : Montana
- 1995 : Sherman Oaks (série télévisée) : Kelly Sinatra
- 1995 : Piranha (en) : Barbara
- 1995 : Virtual Desire : Julie
- 1995 : Stormswept : Kelly
- 1995 : Droid Gunner : Moria
- 1995 : Lap Dancing : Angie Parker
- 1995 : Wish Me Luck : Heather
- 1995 : Vamps : la Reine des vampires
- 1995 : Sinful Intrigue : Jean
- 1995 : Red Lips : la fille du bar #1
- 1995 : Nude Models Private Sessions 2 : Larissa
- 1995 : Bare Essentials
- 1996 : Tiger Heart : Jill
- 1996 : Penthouse: The Art of Massage
- 1996 : Hindsight : Chantel
- 1996 : Erotic Heat
- 1996 : Caged Women II : Marta Samtani
- 1996 : Bad Girls
- 1996 : Arranged Marriage : Michelle
- 1997 : Strap-On Adventure
- 1997 : Madam Savant : Linda
- 1997 : Live Nude Shakespeare : Sally
- 1997 : Dreamboat
- 1998 : When Passions Collide : Veronica
- 1998 : Undercurrent : la danseuse
- 1998 : Tropical Spice
- 1998 : The Misadventures of James Spawn : Betty
- 1998 : Wild Things
- 1998 : Ultimate Love Games : Jade
- 1998 : Testing the Limits : Kristin
- 1998 : Killer Sex Queens from Cyberspace : Cassandra virtuelle
- 1998 : ESP: Extra Sexual Perception : Monica
- 1999 : Arliss (série télévisée) : la fille #2
- 1999 : Voyeur : Darlene
- 1999 : Marilyn Chambers' All Nude Peep Show
- 2000 : Gang Law : Roxanne
- 2000 : The Bare Wench Project : Lori
- 2000 : Dish Dogs : Susan
- 2001 : Crash Point Zero : Wendy Yates
- 2001 : Beach Blanket Malibu
- 2001 : Raptor : Lola Tanner
- 2001 : Hard As Nails : Deb
- 2002 : Project Viper (téléfilm) : Chelsea
- 2002 : Slaughter Studios : Candace
- 2003 : Bare Wench Project: Uncensored : Lori
- 2005 : Every Man's Fantasy 2 : la mannequin #1 (segments 4 & 5)
- 2005 : Bare Wench: The Final Chapter (téléfilm) : Lori
- 2008 : The Lusty Busty Babe-a-que (téléfilm)